# Saint-Augustin (Sekwana i Marna)
Saint-Augustin – miejscowość i gmina we Francji, w regionie Île-de-France, w departamencie Sekwana i Marna.
Według danych na rok 1990 gminę zamieszkiwało 1249 osób, a gęstość zaludnienia wynosiła 120 osób/km² (wśród 1287 gmin regionu Île-de-France Saint-Augustin plasuje się na 584. miejscu pod względem liczby ludności, natomiast pod względem powierzchni na miejscu 357.).